# Die gläserne Zelle
Die gläserne Zelle ist ein deutscher Spielfilm von 1978.

## Handlung
Nach Motiven des Romans von Patricia Highsmith erzählt der Film die Geschichte des Architekten Phillip Braun, der nach fünf Jahre Haft aus dem  Gefängnis entlassen wird. Er wurde verurteilt, weil er für einen tödlichen Unfall auf einer Baustelle verantwortlich gemacht wurde, für den in Wirklichkeit der Unternehmer Lasky verantwortlich war. Nach seiner Entlassung versucht Phillip, wieder in sein altes Leben zurückzufinden. Doch in den Jahren seiner Abwesenheit hat sich seine Frau von ihm entfremdet, ebenso wie sein jetzt 11-jähriger Sohn, dem der Vater fremd geworden ist.  Phillip glaubt, dass ihn seine Frau während seiner Haft mit seinem Anwalt und besten Freund David betrogen hat. Als Lasky diesen Verdacht auch noch schürt, dreht Phillip durch: Er tötet David und wird dabei von Lasky beobachtet. Als Lasky anfängt, ihn zu erpressen, fühlt er sich mehr und mehr in die Enge getrieben und sucht nach einem Ausweg.

## Auszeichnungen
1978 gewann Die gläserne Zelle beim Deutschen Filmpreis und wurde als Bester fremdsprachiger Film für den Oscar nominiert.
Die Deutsche Film- und Medienbewertung FBW in Wiesbaden verlieh dem Film das Prädikat besonders wertvoll.

## Kritik
film-dienst 8/1978: Eindringlich und psychologisch genau inszeniertes Kriminal-Kammerspiel, das dafür plädiert, vor der Frage nach der moralischen Schuld des einzelnen die Frage nach den sozialen und psychologischen Ursachen zu stellen.